# Budapest lakótelepeinek listája

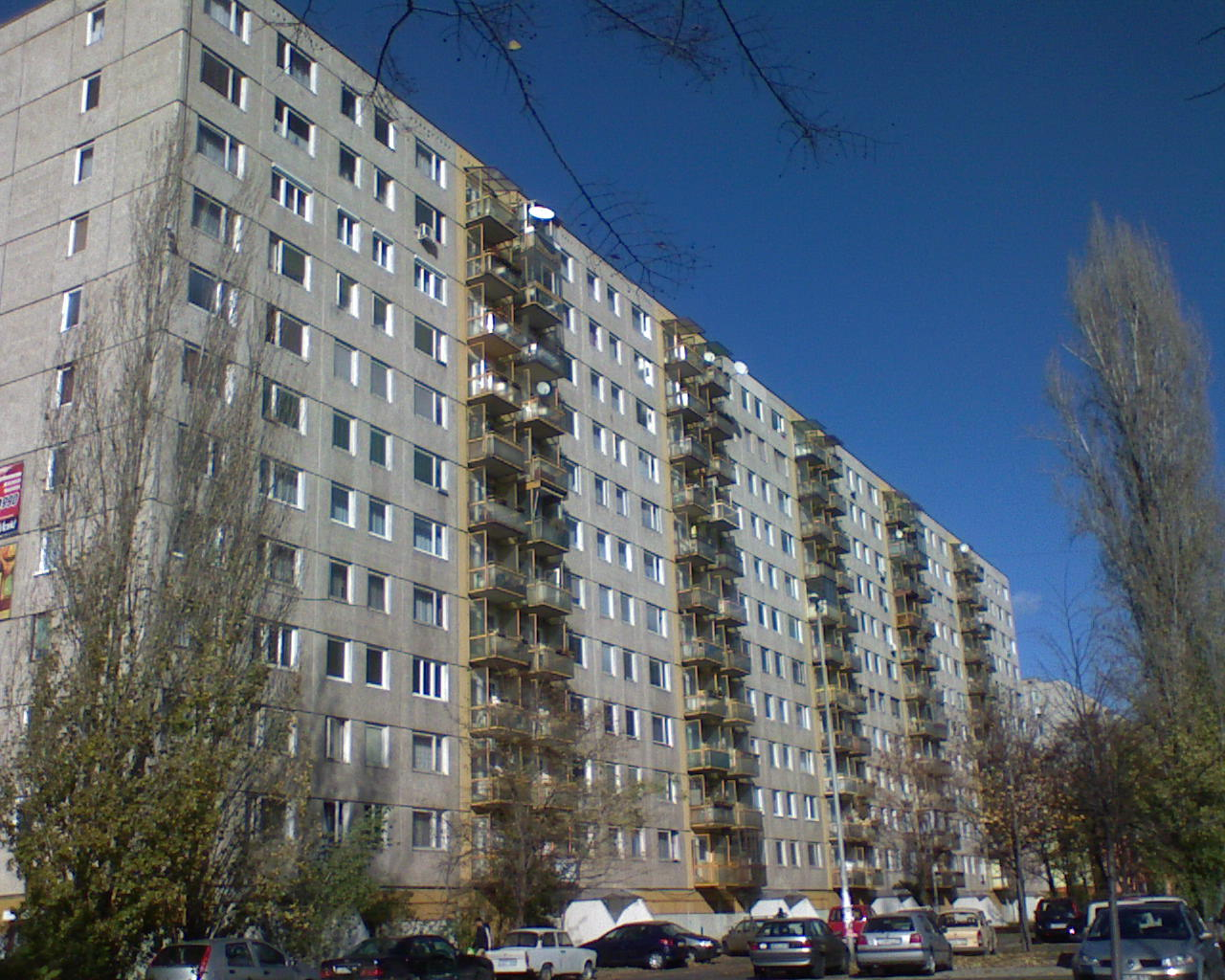
Kispesti lakótelep

A lakótelep fogalmára többféle meghatározás létezik, e lista összeállítása szempontjából a német építész, Olaf Gibbins leírása tekinthető alapvetésnek: a lakótelep olyan lakóterület, amelyet önmagában funkcionális egységként terveztek és hoztak létre. Négy-, illetve többemeletes házaiban legalább 500 lakás található, túlnyomórészt a hatvanas évek után épült és a nagy lakáshiány csökkentését szolgálta. Jellemzői közé tartozik még a sűrű beépítettség, meghatározott számú ház-, illetve lakástípus. A 20. század második felében épült budapesti lakótelepek szerepelnek a listában, zárójelben azok ismert építési dátumával. Ez alapján nem tartozik a listába a józsefvárosi Tisztviselőtelep, a kispesti Wekerletelep illetve a mai lakóparkok (alacsony házak), vagy a rákospalotai Vácduka téri lakótelep (kevés lakásszám), illetve az angyalföldi Gyermek tér-Béke utca Gyermek tér-Gyöngyösi utca közötti egységes házsoregyüttese (kevés lakásszám, kétemeletes épületek). Ide tartozik azonban például a József Attila-lakótelep vagy Újpalota. A listába kevésbé illeszkedő városrészek, telepek nevét az oldal legalján gyűjtöttük össze.

## Lakótelepek
| - Óbuda-Városközpont (1968–1984) - Békásmegyeri lakótelep (1971–1983) - Kaszásdűlői lakótelep (1981–1984, 1986) - Pók utcai lakótelep vagy Római (Római úti) lakótelep (1984–1989) - Óbudai kísérleti lakótelep (1958–1964) - Hévízi úti lakótelep (1954-1965, 1968-1972) - Gyógyszergyár utcai lakótelep (1988–1989) - Újpesti lakótelep (1974–1986) - Káposztásmegyer (1982–1990) (tervezte: LAKÓTERV, Zoltai István 1979-től) - Izzó-lakótelep (1966-1975, 1981-1985) - Pozsonyi úti lakótelep ("Szellemtelep", 1969–1972) - Szent László tér (1951-1956) - Vízművek lakótelep - Szigony utcai lakótelep (1968-1980) - Százados úti lakótelep (1989–1991) - József Attila-lakótelep (1957–1967, 1979–1981) - Vágóhíd utcai lakótelep (1966-1970) - Mihálkovics utcai lakótelep (1977-1981) - Telepy utcai lakótelep (1963-1967, 1985–1987) - Gyakorló utca (1976–1986) - Kőbánya-Városközpont (1976–1980) - Harmat utca (1964-1967, 1973-1975) - Óhegy (1970–1990) - Újhegy (1971-1975, 1974–1978) - Hungária körúti lakótelep (1961-1962, 1982–1985) - Gyárdűlő (1955-1958, 1977-1979, 1985-1986) - Kelenföld-Városközpont (1965–1983) - Fehérvári úti lakótelep (Andor utca - Kondorosi út között, 1974–1979) - Albertfalvai lakótelep (1973–1978) - Lágymányosi lakótelep (1954–1965) - Gazdagrét (1983–1989) - Őrmező (1972–1984) - Dajka Gábor utcai lakótelep (1976–1980) - Mezőkövesd utcai lakótelep (1953-1956) - Allende park (1971–1976) - Hengermalom úti lakótelep (1963-1983) - Thomán István utcai honvédségi lakótelep (1971–1980) | - Kárpát utcai (Újlipótvárosi) lakótelep (1976–1979, 1983) - Vizafogó lakótelep (1981–1985, 1987-1989) - Dagály utcai lakótelep (1961–1966, 1968-1970) - Fiastyúk utcai lakótelep (1951-1955, 1956–1960) - Gyöngyösi utcai lakótelep (1977-1986) - Béke - Tatai úti lakótelep (1986–1991) - Országbíró utcai lakótelep (1979–1985) - Csángó utcai lakótelep (1972–1974) - Gidófalvy utcai lakótelep (1976–1977) - Dunyov István utcai lakótelep (1982–1989) - Kacsóh Pongrác úti lakótelep (1963–1968, 1971-1975) - Csáktornya park (1966-1970) - Nagy Lajos király útjai lakótelep (1971-1983) - Füredi utcai lakótelep (1967–1978) - Kerepesi úti lakótelep (Örs vezér tere előtt, 1953–1961) - Fogarasi úti lakótelep (1953–1960) - Pillangó utcai lakótelep (1962–1970) - Mogyoródi úti lakótelep (1966-1970) - Mogyoródi-Jerney lakótelep (1986–1990) - Egressy úti lakótelep - Széchenyi lakótelep (Kolozsvár utcai szocreál lakótelep, 1953-1956) (tervezte: LAKÓTERV, Fábián István) - Újpalota (1969–1978) - Mézeskalács téri (Lenin úti) lakótelep (1969–1973) (tervezte: BUVÁTI, Bán Ferenc) - Rákos úti lakótelep (1974–1979, 1982–1987) - Énekes utcai lakótelep (1979–1987) - Károlyi Sándor úti lakótelep (Ifjúgárda úti lakótelep, 1980-1982) (tervezte: Északdunántúli Tervező Vállalat, Weber János) - Rákospalota-Városközpont ("Sódergödör lakótelep", 1989–1990) Sashalom: - Lándzsa utcai lakótelep (1961–1967) - Egyenes utcai lakótelep (Ond Vezér utcai lakótelep, 1972–1986) Mátyásföld–Sashalom: - Jókai utcai lakótelep (1970, 1974–1979) Mátyásföld: - Centenárium lakótelep (1972–1988) Rákosszentmihály: - Szent Korona utcai lakótelep (Varga József utcai lakótelep, 1971–1975) | - Rákoskeresztúr-Városközpont (1971– 1980–1984, 1989) - Madárdomb - Havanna-lakótelep (1977–1985) - Gloriett lakótelep (1986–1990) - Lakatostelep (1963–1967, 1975-1987) - Krepuska Géza-telep (2012-ig Alacskai úti lakótelep, 1988–1991) - Szent Lőrinc-telep (Egykori KISZ lakótelep vagy Baross utcai; 1964–1969, 1971–1975) - Kispest-Városközpont (1971–1989) - Vas Gereben utcai Élmunkás lakótelep (1949–1964) - Pesterzsébet-Városközpont (1962–1987) - Gubacsi lakótelep (1953-1957) - Eperjes utcai (Vécsey utcai) lakótelep (1971-1975) - Mártírok útjai KISZ lakótelep (1960-1969) - Csepel-Belváros (1965-1967, 1967-1973, 1978-1982) - Szabótelep (1973-1978) - Királymajor (1977–1980) - Bajcsy Zsilinszky út (1965-1972) - Erdőalja (1948-1955, 1983-1988) - Csillagtelep (1955-1965, 1986–1990) - Erdősor utcai lakótelep (1977-1983, 1988-1989) - Szent László úti lakótelep (1974-1977) - Vízművek lakótelep (1981-1985) - Leányka utcai lakótelep (1971-1979) - Budafok-Belváros (Kossuth Lajos és Mária Terézia utca, 1976-1981) - József Attila utcai lakótelep (Kísérleti lakótelep, 1965-1975, tervezte: Tenke Tibor) - Mézesfehér utcai lakótelep (1986-1990) - Arany János utcai lakótelep (1983-1989) - Rózsakert lakótelep (1978–1982) - Bartók Béla úti lakótelep (1970-1983) - Szentlőrinci úti lakótelep (1990–1991) |

## Egyéb fővárosi lakóterületek
| - I. kerület: Csalogány utca - Fazekas utca - II. kerület: Budakeszi út (1974-1977) - II. kerület: Zöldlomb utca (1976-1980) - II. kerület: Őzgida utca - Baba utca (1977-1983) - II. kerület: Csatárka lakótelep (Törökvész út - Verecke lépcső, 1972-1989) - II. kerület: Frankel Leó úti lottóházak (1962-1964, 1972-1974) - II. kerület: Kelemen László utca - III. kerület: Toboz utca (1973-1982) - III. kerület: Folyóka utca (1971-1975) - III. kerület: Árpád fejedelem útja (1965-1967) - III. kerület: Palicsi utca (1968-1970) - IV. kerület: Baross utca, Perényi Zsigmond utca (1961-1965, 1971-1975) - IV. kerület: Újpest-Városkapu (1954-1955, 1966-1970) - IV. kerület: Sporttelep utca - Tungsram utca (1981-1985, 1991-1995) - IV. kerület: József Attila utca és Liszt Ferenc utca között (1990) - X. kerület: Kőbányai út (1987-1990) - X. kerület: Szentimrey utca - XI. kerület: Villányi út (1953-1955) - XI. kerület: Rahó utca - XI. kerület: Nagyszeben út - XI. kerület: Mohai köz - Halmi utca (1966-1970) - XII. kerület: Böszörményi út - Alkotás utca közötti honvédségi lakótelep (1961-1965) - XII. kerület: Abos utca (1971-1975) - XII. kerület: Fodor utca - Tállya utca (1986-1987) - XII. kerület: Nógrádi utca és Istenhegyi út között (1976-1980) - XII. kerület: Fülemile úti lakótelep (1976-1984) - XIII. kerület: Gyermek téri - Béke utcai háztömbegyüttes Gyermek tér és Gyöngyösi utca közötti szakasza (1954-1955) - XIII. kerület: Visegrádi utca - Gogol utca (1961-1965, 1978-1980) - XIII. kerület: Lehel tér (Élmunkás házak, 1949-1950) - XV. kerület: Bánkút utca (1971-1975) - XIV. kerület: Kassai utca - XIV. kerület: Paskál köz - XIV. kerület: Laky Adolf utca (1956-1960, 1971-1975) - XIV. kerület: Róna utca (1954-1957) - XIV. kerület: Álmos vezér park (1984) - XVI. kerület: Cziráki utcai zártkertes lakótelep (EMG telep, 1970) - XVI. kerület: Rigó-Pálya utcai lakótelep (1982–1985) - XVI. kerület: Prodám utcai (80 lakásos) lakótelep (1967-től) - XVI. kerület: Mátyásföld lakópark (Erzsébet-liget, korábbi szovjet laktanya) - XVI. kerület: Újszász utcai lakótelep (korábbi szovjet társasházak) - XVI. kerület: Koronafürt – Rezgőfürt utcai lakótelep (korábbi szovjet társasházak) - XVIII. kerület: Halomi út (1981-1985) - XVIII. kerület: Flór Ferenc utca (1987-1993) - XIX. kerület: Wekerletelep délkeleti része (a Pannónia utca és a Nagykőrösi út találkozásánál, 1959-1962, 1971-1974) - XX. kerület: Tátra tér (1954-1957) - XX. kerület: Vágóhíd utca - Alsóteleki utca (1980-1984) - XXI. kerület: Temesvár utca (1966-1970) - XXII. kerület: Duna utca (1957-1958) - XXII. kerület: Gyöngyszem utca (1976-1980) - XXIII. kerület: Mezőlak utca (1958-1962) |                                                                        |
| | Bővebben: Budapest 1945 előtti lakótelepszerű létesítményeinek listája |